# استراتيجية فابيان

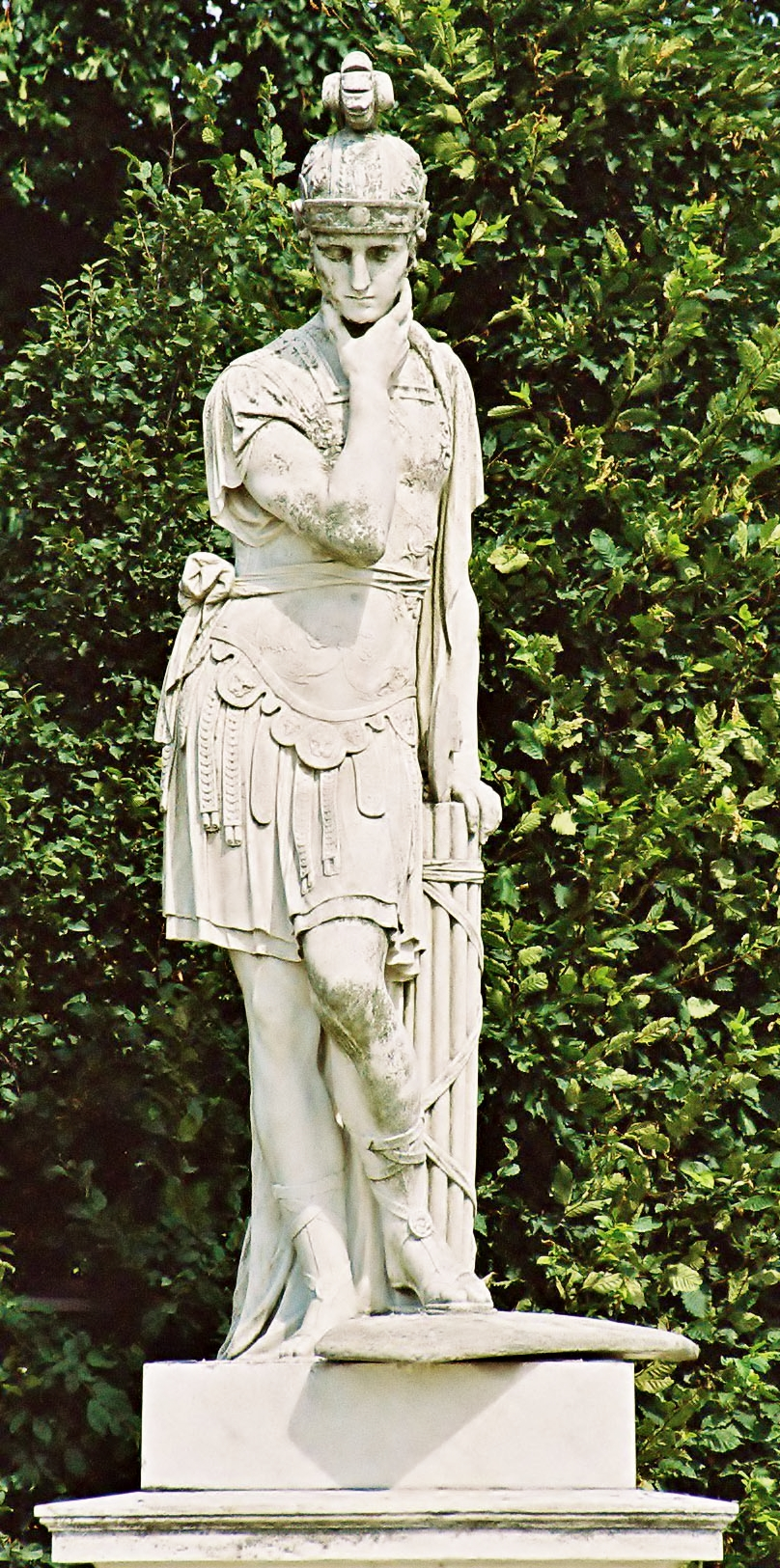

استراتيجية فابيان (بالإنجليزية: Fabian strategy) هي استراتيجية عسكرية، تعتمد على تجنب المعارك الحاسمة أو المواجهات المباشرة لجر الخصم إلى حرب استنزاف بالوسائل غير المباشرة. في أثناء ذلك، يقوم الجيش الذي يطبق هذه الاستراتيجية بمضايقة العدو من خلال المناوشات وتعطيل الإمدادت والتأثير على معنويات العدو. تستخدم هذه الاستراتيجية عندما يعتقد الجانب الأضعف أن الوقت في صالحه، كما تستخدم عندما لا يكون هناك أي إستراتيجية بديلة ممكنة.

## تاريخ الاستراتيجية
استمدت هذه الاستراتيجية اسمها من الديكتاتور الروماني فابيوس ماكسيموس، الذي كانت مهمته هزيمة القائد القرطاجي حنبعل في جنوب إيطاليا خلال الحرب البونيقية الثانية.
في بداية الحرب، عبر حنبعل بجرأة إلى إيطاليا عبر جبال الألب أثناء فصل الشتاء وغزا إيطاليا. ونظرا لمهارة حنبعل، ألحق حنبعل بالرومان خسائر مدمرة، على الرغم من تناقص عدد جنوده بسرعة، كان أهمها معركتي تريبيا وبحيرة تراسمانيا. بعد هذه الكوارث، عين الرومان فابيوس ماكسيموس ديكتاتوراً. كان فابيوس على علم بتفوق القرطاجيين عسكرياً وبراعة حنبعل، لذا خاض ضدهم حرب استنزاف، كان الهدف منها استغلال نقاط ضعف حنبعل الاستراتيجية.
عانى حنبعل من نقطتي ضعف، أولهما، أنه كان قائد جيش أجنبي يغزو الأراضي الإيطاية، وهو معزول فعلياً عن الوطن مع صعوبة إمداده عبر البحر. كان أمله الوحيد في تدمير روما من خلال الاستفادة من دعم الحلفاء. فطالما ظلت القبائل الإيطالية على ولائها لروما، لن يكون هناك أمل لحنبعل في الفوز، ولكن ينبغي أن يعاني الرومان من الخسائر المتتالية، حتى تضعف ثقة الإيطاليين في روما. ولذلك، وجد فابيوس أن السبيل لهزيمة حنبعل هو تجنب الدخول معه في معارك ضارية، وذلك لحرمانه من الانتصارات. قرر فابيوس أن يقطع عن حنبعل طرق الإمدادات، وبدلاً من القتال، ظل فابيوس يتبع جيش حنبعل كظله من فوق التلال متجنباً الدخول في معركة. استعوض فابيوس عن الاشتباك بين الجيوش، بإرساله مفارز صغيرة لمناوشة جامعي المؤن في جيش حنبعل، والمناورة بالجيش الروماني من فوق التلال، ولحرمان حنبعل من استخدام سلاح الفرسان الفتاك، وفي نفس الوقت، يقف كعائق بين القرطاجيين وروما. وبذلك، يجهد الرومان القرطاجيين، ويمنع حلفاء روما من الذهاب إلى العدو، دون الحاجة إلى مواجهة القرطاجيين في معركة حاسمة.
كانت نقطة ضعف حنبعل الثانية، هي أن جزءاً كبيراً من جيشه كان يتكون من المرتزقة من بلاد الغال وأيبيريا، الذي لم يكن لهم ولاء كبير لحنبعل، على الرغم من كرههم لروما. كما أن المرتزقة لا يحبون المعارك التي يفرض فيها الحصار، فهم لا يمتلكون المعدات ولا الصبر اللازم لمثل تلك الحملات. يفضل المرتزقة المعارك السريعة والغارات على القرى التي تتضمن السلب والنهب، تماماً كأعمال القرصنة. على هذا النحو، لن يتمكن حنبعل من تهديد روما المدينة المحصنة جيداً التي يتطلب إسقاطها فرض حصار طويل الأمد. كان الخيار الوحيد أمام حنبعل هو التغلب على الجيوش الرومانية في المعارك بسرعة قبل نفاد مؤنه حتى لا يهجره المرتزقة. لذا، فاستراتيجية فابيوس في تجنب المعارك ومهاجمة طرق إمدادت حنبعل، كانت تضرب جيش حنبعل في مقتل؛ فمع الوقت، سيفقد حنبعل القدرة على مواصلة الحرب.
على الرغم من نجاح إستراتيجية فابيوس عسكرياً، إلا أنها فشلت سياسياً. لم يتحمل الكثيرون في مجلس الشيوخ الروماني استراتيجيته، لأن الرومان اعتادوا على مواجهة أعدائهم مباشرة في ميدان المعركة، كما أنها تتطلب وقتاً طويلاً لتنفيذها. استبدل مجلس الشيوخ فابيوس بجايوس ترينتيوس فارو، الذي هُزم في معركة كاناي. بعد هذه الهزيمة الكارثية وخسارة الرومان لمعارك أخرى، تعلم الرومان الدرس، وأيقنوا أن إستراتيجية فابيوس هي الوسيلة الوحيدة الممكنة لمواجهة حنبعل في إيطاليا.
أكسبت هذه الاستراتيجية لقب "Cunctator" الذي يعني «المؤجل».

## استخدام الاستراتيجية حديثاً
أثبتت إستراتيجية فابيان نفسها، فقد استخدمها الفرنسيون في العصور الوسطى خلال حرب المئة عام ضد الإنجليز، واستطاعوا استعادة معظم الأراضي التي فقدوها بقيادة الكندسطبل برتران دو غيكلان. كما استخدمها الشاه الصفوى الفارسى طهماسب الأول امام جيوش السلطان العثمانى سليمان القانوني وبالرغم من خسائره المؤقتة إلا أنه انقذ جيشه من الانهيار وتمكن لاحقا من استعادة معظم الأراضي التي خسرها للعثمانيين. كما استخدامها جورج واشنطن، الذي سمىّ بـ «فابيوس الأمريكي» لاستخدامه لهذه الاستراتيجية ضد جيش بريطانيا العظمى. كما استخدمها الروس ضد نابليون بونابرت أثناء الغزو الفرنسي لروسيا.
أحيانا يتم الجمع بين إستراتيجية فابيان مع استراتيجية الأرض المحروقة، التي تلجأ أحياناً للتضحية بسكان مدنيين. 